# Soglia di Gorizia
Con il nome di Soglia di Gorizia era comunemente chiamato il territorio a ridosso del confine italo-jugoslavo in provincia di Gorizia.
La Soglia è stata il punto focale della difesa a nord della Penisola da un'eventuale invasione delle truppe provenienti dal blocco sovietico dell'Est.

## La frontiera orientale
Dopo la seconda guerra mondiale il trattato di pace ratificato dall'Italia e dagli Alleati prevedeva che "...tutte le fortificazioni e le installazioni permanenti italiane esistenti lungo la frontiera italo-jugoslava, ivi compresi i loro armamenti, saranno distrutte o rimosse...nel limite di una distanza di 20 chilometri dalla frontiera..."
Nei primi anni cinquanta il timore di un'invasione proveniente da Est portò alla costruzione di un nuovo sistema fortificato permanente alla frontiera orientale, in sostituzione di quello precedentemente esistente lungo il vecchio confine ed ora in territorio Jugoslavo, ed alla riattivazione di parte di quello pre esistente del Vallo Alpino già in uso dalla Guardia alla Frontiera fino al 1943; le opere vennero realizzate e ultimate verso la metà degli anni sessanta anche per mezzo di contributi ricevuti dalla NATO.
In particolare, in Italia la piana di Gorizia costituiva un punto di transito per una ipotetica invasione di reparti corazzati sovietici via Jugoslavia. La forte componente meccanizzata dell'Armata Rossa che giunse a sopravanzare grandemente la corrispondente componente delle forze NATO in un rapporto di 4 a 1 condizionò l’intera pianificazione strategica del blocco occidentale.
In questi anni un acceso dibattito divise le opinioni favorevoli alle costruzioni da quelle contrarie che adducevano come motivazioni il fallimento delle Linea Maginot francese e la recente introduzione delle armi atomiche.
Per presidiare le nuove opere difensive furono appositamente costituiti i nuovi Reparti d'Arresto che ereditano le tradizioni della Guardia alla Frontiera prebellica; nacquero così reggimenti:
- di fanteria d'arresto;
- di alpini d'arresto;
- del genio d'arresto (Genio pionieri d'arresto ??.??.1948-24.06.1972 & Genio guastatori d'arresto 24.06.1972-31.12.1975).[1]

Inoltre, per l'interdizione erano schierati ed operativi reparti:
- di artiglieria missili (nucleari) (3º Gruppo missili "Volturno");
- di artiglieria pesante (convenzionale/nucleare) a traino meccanico (1º Gruppo artiglieria pesante "Adige", 9º Gruppo artiglieria pesante "Rovigo");
- di artiglieria pesante (convenzionale/nucleare) semovente (27º Gruppo artiglieria pesante semovente "Marche");

supportati da reparti:
- di acquisizione obiettivi (13º Gruppo acquisizione obiettivi "Aquileia");
- di specialisti d'artiglieria (41º Gruppo specialisti artiglieria "Cordenons");
- del genio, delle trasmissioni, logistici, di fanteria, aerei, di sanità, carabinieri, tutti inquadrati nella 3ª Brigata missili "Aquileia".

Altresì, era operativo il Reparto di supporto psicologico "Monte Grappa".

## Fanteria d'arresto e alpini d'arresto
Nel Friuli-Venezia Giulia e nel Veneto, dal dopoguerra fino alla fine degli anni ottanta, era stanziata gran parte dell'Esercito italiano con tutte le specialità e i piani di resistenza all'invasione ben precisi.
Anche con fondi NATO, la soglia fu dotata di una serie di opere militari ben mimetizzate all'interno delle campagne e delle zone di passaggio obbligato nelle direttrici verso l'interno del Friuli. Le fortificazioni permanenti, dette "opere", composte principalmente da cannoni anticarro (dette postazioni P), mitragliatrici (dette postazioni M), posti di osservazione e posti di comando. Tali opere erano dislocate nel Friuli-Venezia Giulia e si estendevano dal confine con la ex Jugoslavia (ora Slovenia) sino al fiume Tagliamento, da est verso ovest e dal passo di Tanamea alla zona compresa fra la foce del Timavo e quella dell'Isonzo, da nord a sud.
Le fortificazioni, composte, anche in questo caso, principalmente da cannoni anticarro, mitragliatrici e posti di osservazione e di direzione del tiro d'artiglieria, erano spesso ricavate da precedenti opere del "Vallo Alpino", in gran parte scavate nella roccia. In genere, una fortificazione si componeva di un posto comando, da dove il Comandante dell'"opera" dirigeva il tiro delle armi, di un posto di osservazione che preavvertiva dell’avvicinamento dell’avversario e di varie postazioni fisse di armi: cannoni anticarro, mitragliatrici pesanti e antiaeree, mitragliatrici leggere per la difesa ravvicinata, postazioni per mortai e bazooka.
Le fortificazioni erano di vario tipo ed erano classificate in due tipi essenziali: fortificazioni di tipo A e tipo B; Le prime erano fortificazioni principali destinate al pronto impiego, presidiate in modo permanente da reparti dell'Esercito e presso le quali erano conservate anche le munizioni pronte all'uso, mentre le seconde di norma non erano presidiate ma ispezionate regolarmente per la manutenzione.
Le installazioni erano costruite in casamatta o in caverna, disponevano di corridoi d'accesso distribuiti su più livelli, ed erano armate di cannoni controcarri e mitragliatrici, nonché di alcune torrette tolte a vecchi carri armati, tecnica efficacemente usata durante la guerra specialmente in Africa Settentrionale.
La maggior parte delle fortificazioni (dette "opere" in pianura e "sbarramenti" in montagna) era costruita attorno o in prossimità degli assi stradali più importanti e di importanti ponti stradali.

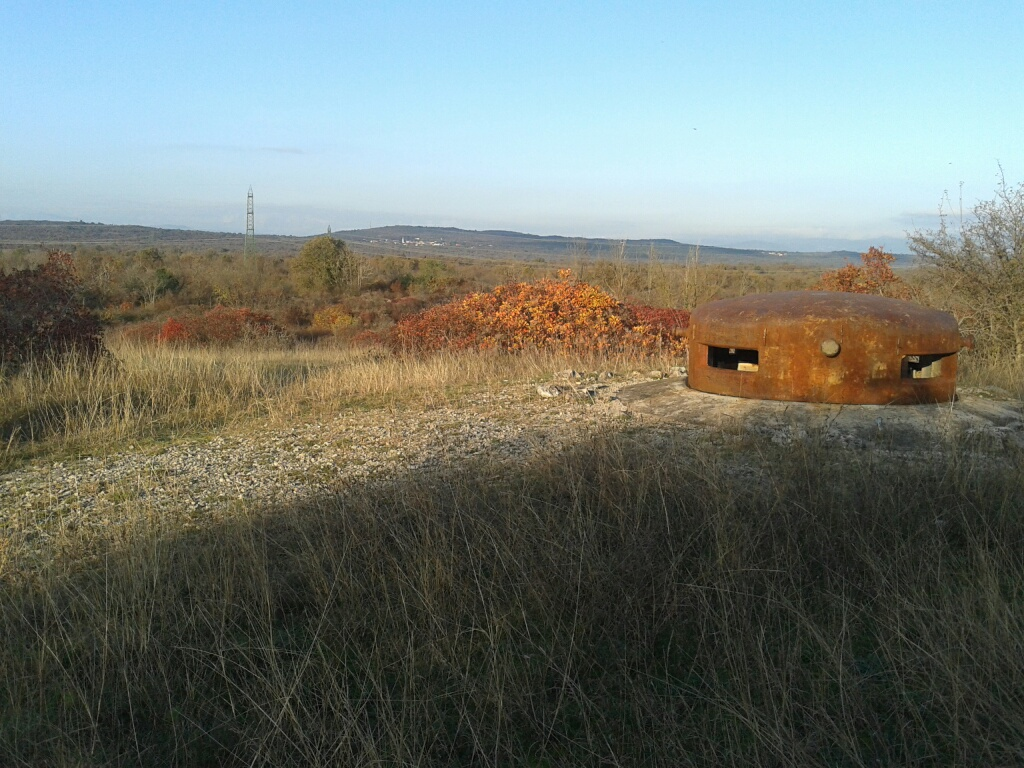
Fortificazione nei pressi di Doberdò

Scopo principale della fortificazione permanente era di sostenere lo sforzo di contenimento e di contrasto contro un eventuale invasore da parte delle unità corazzate e meccanizzate. In sostanza, la fortificazione avrebbe dovuto servire a: contenere le forze avversarie e comunque a rallentarne il movimento; incanalarle lungo assi che avrebbero favorito l'intervento delle forze armate italiane; costituire perno di manovra per le unità mobili della difesa; difendere e tenere zone particolarmente importanti per la difesa o chiudere assi di penetrazione secondari, attraverso i quali potevano essere tentate manovre di aggiramento o di alleggerimento.
La composizione delle opere era molto variabile a seconda della zona in cui si trovavano, del compito loro affidato, del tipo di avversario che avrebbero dovuto contrastare (corazzato o motorizzato) e della morfologia del terreno. Unica eccezione è il complesso difensivo scavato in caverna della Galleria di Purgessimo unica opera assomigliante alle opere del Vallo Alpino.
Grande uso venne fatto, per le postazioni di tipo P, della tecnica del cosiddetto "carro in vasca" e cioè l'uso di carri armati "interrati" in apposite grosse vasche di cemento armato, atte a contenerli; in questo modo emergeva dal livello del terreno la sola torretta del carro unica parte funzionante dello stesso. Queste torrette venivano mimetizzate in apposite strutture che potevano essere smontate in breve tempo per le necessità di eventuale utilizzo. Limitrofi alla vasca stessa c'erano altri locali accessori (sempre in cemento armato e interrati) per la vita della postazione quali: locale gruppo elettrogeno, deposito munizioni e locali per il personale a supporto. Il carro più usato per questo utilizzo fu lo M4 Sherman.
Il compito di queste opere e della Fanteria d'arresto che le presidiava erano quelli di bloccare per tutto il tempo possibile l'eventuale invasione dall'est lasciando a tutto l'esercito il tempo di riorganizzarsi nelle più fortificate retrovie del fiume Tagliamento.
La difesa N.B.C. era affidata unicamente a sistemi individuali; le opere di fortificazione erano poi integrate da campi minati, attivati in caso di emergenza; un accurato lavoro di mascheramento e mimetizzazione rendeva le installazioni invisibili alla ricognizione nemica ed il segreto militare venne accuratamente mantenuto per molti anni.
Lo Stato Maggiore aveva messo in preventivo che, in caso di guerra, le Truppe d'Arresto si fossero sacrificate all'interno di casematte e carri armati in postazione fissa, con perdite pari o superiori al 90%; la linea di resistenza era il Tagliamento e, nel peggiore dei casi, il Piave.
Rimane ancora un mistero la presenza, più volte confermata e smentita, di alcune mine atomiche a difesa della soglia di Gorizia che, come extrema ratio, avrebbero provveduto a bloccare le maggiori direttrici verso l'interno in un eventuale attacco.
Nel 1953 erano operativi quattro Raggruppamenti di Frontiera:
- il I, a Vipiteno in provincia di Bolzano;
- il II, a San Candido in provincia di Bolzano;
- il III, a Tolmezzo in provincia di Udine:
- il IV, a Paluzza in provincia di Udine.

L'anno successivo, 1954, sono stati trasformati in:
- XI Raggruppamento di Frontiera, su 3 gruppi di sbarramenti, a Brunico in provincia di Bolzano;
- XII Raggruppamento di Frontiera, su 2 gruppi di sbarramenti, a San Candido in provincia di Bolzano;
- XXI Raggruppamento di Frontiera, su 3 gruppi di sbarramenti, a Paluzza in provincia di Udine;
- XXII Raggruppamento di Frontiera, su 2 gruppi di sbarramenti, a Gemona in provincia di Udine;
- 3 Battaglioni Genio Pionieri d'Arresto.

Una decina d'anni dopo i reparti vennero trasformati in:
- 11º Reggimento alpini d'arresto, sui 3 Battaglioni: "Val Chiese", "Val Brenta" e "Val Cismon";
- 12º Reggimento alpini d'arresto, sui 3 Battaglioni: "Val Tagliamento", "Val Fella" e "Val Natisone";
- 52º Reggimento fanteria d'arresto "Alpi", su 3 Battaglioni, a Tarcento (Udine);
- 53º Reggimento fanteria d'arresto "Umbria", su 3 Battaglioni;
- 1º Reggimento Genio Pionieri d'Arresto, su 3 Battaglioni;
- 3º Reggimento Genio Pionieri d'Arresto, su 3 Battaglioni ciascuno.[1]

Nella zona più a nord e seguendo il confine con l'Austria sino al Trentino-Alto Adige, operavano gli alpini, con appositi reparti di alpini d'arresto fra cui i battaglioni "Val Tagliamento", "Val Fella", "Val Natisone", "Val Cismon", "Val Brenta" e "Val Chiese"; per gli alpini le "opere" erano quasi tutte in caverna (scavate nella roccia) ed erano ricavate, previo aggiornamento, delle preesistenti del Vallo Alpino. Ogni "opera" era costituita da più P, M, posti di osservazione e comando e un gruppo di più "opere" costituiva uno "sbarramento". Gli "sbarramenti" del Friuli Venezia Giulia si estendevano, da sud a nord, dal Passo di Tanamea sino a Tarvisio e da est a ovest, dalla Carnia sino alla valle del Tagliamento, mentre gli "sbarramenti" nel Trentino-Alto Adige coprivano, principalmente, la zona del Brennero e la val d'Adige.
In dettaglio le armi comprendevano:
- mitragliatrici Breda 37 calibro 8 mm (ex Regio Esercito)
- mitragliatrici MG 42/59 calibro 7,62 mm (standard N.A.T.O.)
- cannoni Mekar calibro 90/32 mm (di costruzione belga)
- cannoni calibro 47/40 mm (in torretta di carro M15/42)
- cannoni calibro 75/21 mm (di costruzione italiana)
- cannoni calibro 75/34 mm (di costruzione italiana)
- cannoni 17 pounder calibro 76/55 mm (in torretta di carro M4 Sherman)
- cannoni calibro 90/50 mm (in torretta di carro M26 Pershing)
- cannoni calibro 105/25 mm (prodotti in Italia per il semovente M 43)

## I battaglioni
Il funzionamento e la difesa delle fortificazioni permanenti era affidata ai battaglioni della fanteria d'arresto e di alpini d'arresto che erano:
- Fogliano Redipuglia (Gorizia) -  33º Battaglione fanteria d'arresto "Ardenza" Brigata meccanizzata "Gorizia" (dal 1986: Brigata corazzata "Vittorio Veneto"; da aprile a novembre 1991: Brigata meccanizzata "Gorizia")
  - Perteole (Udine) - Distaccamento/33º Battaglione fanteria d'arresto "Ardenza"
- Attimis (Udine) -  52º Battaglione fanteria d'arresto "Alpi" Divisione fanteria "Mantova" (dal 1986: Brigata meccanizzata "Mantova")
  - Grupignano (Udine) - Distaccamento/52º Battaglione fanteria d'arresto "Alpi"
- Pavia di Udine (Udine)  53º Battaglione fanteria d'arresto "Umbria" Divisione meccanizzata "Folgore" (dal 1986: Brigata meccanizzata "Gorizia")
  - Brazzano (Gorizia) - Distaccamento/53º Battaglione fanteria d'arresto "Umbria"
- San Lorenzo Isontino (Gorizia) -  63º Battaglione fanteria d'arresto "Cagliari" Brigata meccanizzata "Gorizia"
  - Farra d'Isonzo (Gorizia) - Distaccamento/63º Battaglione fanteria d'arresto "Cagliari"
  - Lucinico (Gorizia) - Distaccamento/63º Battaglione fanteria d'arresto "Cagliari"
- Arzene (Pordenone) -  73º Battaglione fanteria d'arresto "Lombardia" (in posizione quadro) Divisione corazzata "Ariete" (dal 1986: 8ª Brigata meccanizzata "Garibaldi")
  - Latisana (Udine) - Distaccamento/73º Battaglione fanteria d'arresto "Lombardia"
- Arzene (Pordenone) - 74º Battaglione fanteria d'arresto "Pontida" (QUADRO) 8ª Brigata meccanizzata "Garibaldi"
- Brazzano (Gorizia) -  120º Battaglione fanteria d'arresto "Fornovo" Brigata meccanizzata "Isonzo" (dal 1986: 8ª Brigata meccanizzata "Garibaldi")
  - Purgessimo (Udine) - Distaccamento/120º Battaglione fanteria d'arresto "Fornovo"
- Tolmezzo (Udine) -  Battaglione alpini d'arresto "Val Tagliamento" Brigata alpina "Julia"
- Brunico (Bolzano) - Battaglione alpini d'arresto "Val Brenta" (in posizione quadro) Brigata alpina "Tridentina"
- Brunico (Bolzano) - 262ª Compagnia alpini d'arresto "Val Brenta" Brigata alpina "Tridentina"
- Vipiteno (Bolzano) - Battaglione alpini d'arresto "Val Chiese" (in posizione quadro) Brigata alpina "Orobica"
- Udine - 1º Battaglione genio guastatori "Garda"
- Udine - 3º Battaglione genio guastatori "Verbano"

I battaglioni erano assegnati alle singole Brigate, anche se operativamente il loro controllo era assicurato a livello di Corpo d'armata. Una parte dei battaglioni erano in posizione “QUADRO”, cioè disponeva soltanto di un piccolo nucleo per gli adempimenti amministrativi e, in tempo di pace, salvo qualche esercitazione la loro unica attività era la manutenzione delle "opere" e la guardia alle fortificazioni più importanti presso le quali si trovano le munizioni.
Nel 1992, dopo la disgregazione del Patto di Varsavia, è iniziato lo smantellamento sistematico delle fortificazioni italiane; nessuna opera è stata integramente conservata. Alcune fortificazioni, grazie al lavoro di associazioni e volontari, sono state parzialmente ripristinate a scopo storico-museale, come il Forte Beisner a Ugovizza e le postazioni PCO e M4 a San Michele del Carso.

## Le fortificazioni
Rispetto alla loro collocazione geografica si potevano distinguere le seguenti linee della fortificazione permanente:
Carso e basso Isonzo: era l'area tenuta dal 33º Battaglione fanteria d'arresto "Ardenza". Rispetto all’asse di possibile penetrazione principale, cioè la Cosiddetta "soglia di Gorizia", posta immediatamente a nord, aveva una funzione di protezione dei fianchi e di sbarramento rispetto alle manovre di aggiramento, sfruttando, come elementi naturali d’ostacolo, l'area montuosa del Carso e si appoggiava sugli argini occidentali del fiume Isonzo e del fiume Torre nell'area della loro confluenza.
Gorizia, Monte Calvario, confluenza dei fiumi Torre e Natisone: era l'area tenuta congiuntamente dal 53º Battaglione fanteria d'arresto "Umbria" e dal 63º Battaglione fanteria d'arresto "Cagliari", che corrispondeva alla zona di responsabilità che riguardava la Brigata meccanizzata "Gorizia" e rappresentava il sistema fortificato che difende direttamente la "soglia di Gorizia" e il corridoio pianeggiante che da Gorizia raggiungeva Udine e la pianura friulana. Il settore del 63º Battaglione fanteria d'arresto "Cagliari", centrato sul Monte Calvario e appoggiato alla riva occidentale dell'Isonzo tra Gorizia e Gradisca d'Isonzo, rappresenta una prima linea difensiva, mentre il settore del 53º Battaglione fanteria d'arresto "Umbria" sfruttava essenzialmente l'ostacolo naturale rappresentato dai solchi del fiume Natisone, tra Manzano e la confluenza col fiume Torre, e dallo stesso fiume Torre, tra Pavia di Udine e Villesse avrebbe avuto funzione di rallentamento e arresto nel caso di sfondamento della prima linea difensiva.
Valli del Natisone e dello Judrio: era il settore tenuto essenzialmente dal 120º Battaglione fanteria d'arresto "Fornovo" e comprendeva tutta la zona ad est del fiume Natisone sino al confine con la Jugoslavia e verso Capriva del Friuli; le fortificazioni sfruttavano l'ostacolo naturale rappresentato dal fiume Judrio, a ridosso immediato della linea di frontiera, chiudendo inoltre i solchi orizzontali che da questa si dirigono alla piana di Cividale del Friuli, sviluppandosi, verso ovest, sino al fiume Natisone, mentre a nord di Cividale sbarravano le valli che dalla sella di Caporetto e dall'Isonzo avrebbero potuto consentire agli invasori di aggirare il dispositivo difensivo della pianura friulana.
Valli del Torre e Natisone: il sistema di fortificazioni delle valli dei fiumi Torre e Natisone, completava verso ovest e verso nord il sistema di protezione dei fianchi del dispositivo principale rappresentato dal basso Isonzo. Il settore era affidato al 52º Battaglione fanteria d'arresto "Alpi" detta Brigata meccanizzata "Mantova" ed era costituito da una linea fortificata che si distendeva ad ovest del fiume Natisone e nelle valli collegate, di una seconda linea arretrata, appoggiata alla riva occidentale del fiume Torre, da Tarcento sino ad Udine ed una serie di fortificazioni avanzate che chiudevano l'alta valle del Torre ed il sistema di valli, collegate confluenti verso la sella di Caporetto e l'alta valle dell’Isonzo, in territorio Jugoslavo.
Fiume Tagliamento: l'ultima linea di difesa fissa era costituita dal Tagliamento, notevolmente arretrata rispetto alle altre. ed affidata al 73º Battaglione fanteria d'arresto "Lombardia"e al 74º Battaglione fanteria d'arresto "Pontida", entrambi in posizione “quadro” ed assegnati probabilmente alla 8ª Brigata meccanizzata Garibaldi. 8ª Brigata meccanizzata "Garibaldi". Le opere fortificate si estendevano sulla riva occidentale del fiume Tagliamento praticamente senza soluzione di continuità tra San Michele al Tagliamento, a sud, e Cornino, a nord; particolarmente consistenti le fortificazioni in corrispondenza dei ponti di Morsano, Casarsa e Spilimbergo. La manutenzione delle opere era affidata ad una compagnia del 120º Battaglione fanteria d'arresto "Fornovo" accasermata ad Arzene.
Valle del Fella e Val Tagliamento: l'area della Valle del Fella e della Valle del Tagliamento era affidata al Battaglione alpini d'arresto "Val Tagliamento" della brigata alpina "Julia"; tale sistema di fortificazioni difensive era essenziale poiché, l’eventuale penetrazione di forze avversarie lungo queste vallate avrebbe causato l'immediato collasso di tutto il dispositivo difensivo nord orientale e costringere ad un ripiegamento ben oltre la linea del Piave. Il sistema fortificato della Val Tagliamento sbarrava principalmente l'asse di penetrazione rappresentato dalla Val Fella che, attraverso l'ampia conca del Tarvisio, era in comunicazione diretta con la valle della Drava che si spinge fino al Danubio ed era una delle direttrici più plausibili per una possibile invasione da est. Punti di forza principali erano la fortificazione di Ugovizza e di Campiolo poco prima della confluenza nel Tagliamento dove erano presenti le opere di Cavazzo e Venzone. L'importanza di questo sistema fortificato è dimostrata dalla sua totale ricostruzione dopo la distruzione di gran parte delle opere a causa del terremoto del 1976, e dal fatto che la fortificazione di Ugovizza è stata completata con alcune opere poste sulla nuovo tratto autostradale della A23 tra Udine e Tarvisio.
Valle del But: il sistema fortificato della Valle del But, affidato al Battaglione alpini d'arresto "Val Tagliamento" era costituito dalle fortificazioni di Passo Monte Croce Carnico e di Paluzza che chiudevano un possibile asse di aggiramento da nord sfruttando la valle del Gail che si dirama da Villach e a sua volta in comunicazione con la valle della Drava, che scorre parallela appena una decina di chilometri più a nord.
Anterselva: le fortificazioni di Anterselva affidate al Battaglione alpini d’arresto "Val Brenta", in posizione "QUADRO" la cui operatività era affidata alla sola 262ª Compagnia, completavano ad ovest il sistema difensivo alpino i cui varchi erano essenzialmente rivolti verso l'alta valle della Drava, che ha origine proprio in Alto Adige tra Dobbiaco e San Candido. Anche la fortificazione alpina altoatesina aveva essenzialmente una funzione di protezione delle spalle dello schieramento difensivo avanzato della piana veneto-friulana, in quanto un eventuale sfondamento in questo settore avrebbe consentito la penetrazione attraverso la val Pusteria e le valli del Piave e dell'Adige sino al mare Adriatico.